# Dunhuang

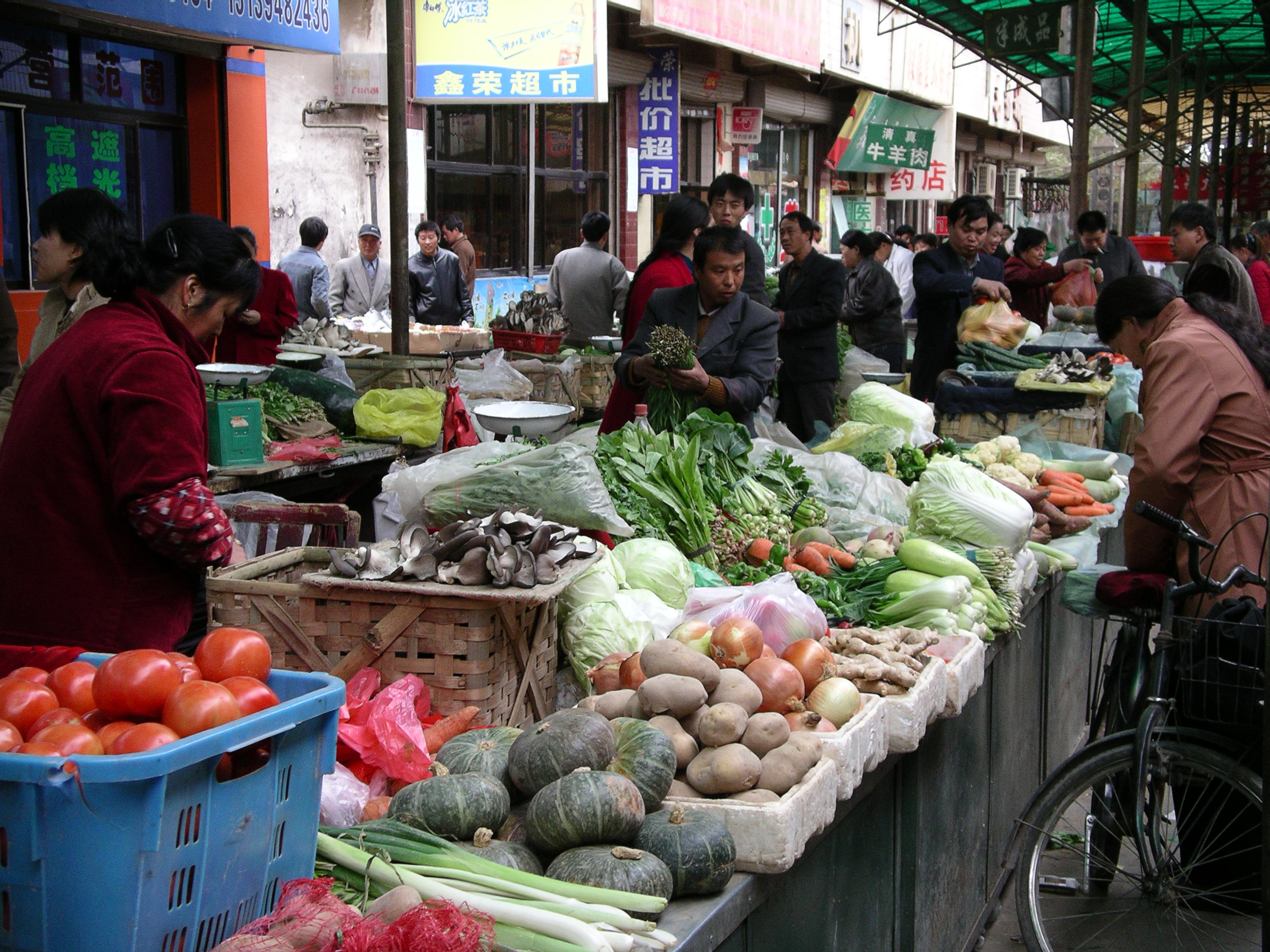
Targ w Dunhuang

Dunhuang (chiń. 敦煌; pinyin Dūnhuáng) – miasto na prawach powiatu w Chinach, w prowincji Gansu, usytuowane w oazie; ok. 150 tys. mieszkańców. W przeszłości kluczowa stacja na jedwabnym szlaku.
Już w III wieku w mieście znajdowała się prężna kolonia mnichów buddyjskich.
Od początku V w. Dunhuang należał do państwa Beiliang (Północna dynastia Liang) w Liangzhou, którego władcą był Juqu Mengxun (niechińskiego pochodzenia). Miasto to stało się bramą, przez którą do Chin zaczął przedostawać się buddyzm. Sam władca stał się bardzo aktywnym buddystą i poświęcał wiele czasu i energii na propagowanie buddyzmu. Przypisuje mu się szesnastostopową figurę Buddy, którą postawił aby uczcić swoją matkę. Jego następcy (oraz kuzyni) byli także oddanymi buddystami.
Najważniejszym mnichem buddyjskim w Liangzhou w tym okresie był Dharmakszema, który służył jako doradca Menxuna.
W pobliżu znajdują się Groty Mogao (Najwyższe Groty), znane też jako Qianfodong (Groty Tysiąca Buddów) słynne z zabytków sztuki buddyjskiej.

## Zespół jaskiń
Cały ten zespół znajduje się na urwisku płaskowyżu Mingsha Shan. Groty, a zachowało się ich 492, drążone były od IV do XIV wieku na pięciu poziomach na długości ok. 1 km. Widoczne są tu wpływy rzeźby indyjskiej, zwłaszcza w grotach wcześniejszych.
Freski zajmują ok. 45 000 m², a oprócz nich w grotach jest ponad 2400 malowanych rzeźb. W grocie nr 16 odkryto ponad 40 000 zwojów z tekstami buddyjskimi, głównie sutrami (ale także taoistycznymi i konfucjańskimi). Teksty znajdują się obecnie w większej części w zachodnich muzeach. Freski ilustrują historie z sutr, przedstawiają buddów i także sceny z codziennego życia.
Pierwsze freski (z ok. VI w.) przedstawiają sceny z życia Buddy Śakjamuniego, natomiast te z okresu dynastii Tang w przeważającej części ilustrują Zachodni Raj (skt Sukhawati). Innymi motywami są: budda Maitreja, ilutracje do Sutry Awatamsaki), Sutry Lotosu i do Sutry Wimalakirtinirdeśa. Malarstwo z epoki Tang (618-907) jest bardzo realistyczne. Szaty i biżuteria są niezwykle drobiazgowo oddane przez artystów. W tym okresie pojawiają się także pierwsze malowane mandale.
Rzeźby z gliny i następnie polichromowane przedstawiają buddów, bodhisattwów (zwłaszcza tysiącrękiego Awalokiteśwarę), arhatów  (chin. luohan) i inne postacie z buddyjskiej mitologii.
Groty są przeważnie wykute na planie kwadratu lub prostokąta. Najwcześniejsze, czyli z okresu Północnej dynastii Wei (386 - 535) składają się z pomieszczeń średniej wielkości; posągi były umieszczone w rodzajach apsyd. Późniejsze podzielone są na kilka dużych pomieszczeń; rzeźby znajdują się przeważnie w ich części środkowej na piedestałach lub przy tylnej ścianie. W okresie dynastii Song groty były ze sobą połączone systemem balkonów i drabin. Posągi z okresu dynastii Wei wykazują silne wpływy sztuki indyjskiej; są płaskie i linearne, twarze są szerokie o długich nosach i bardzo ekspresyjnych łukach brwiowych. Ozdoby są symetryczne, częste są motywy liści i pojawiają się zwierzęta z chińskiej mitologii. W okresie dynastii Sui (581-618) poza figurami buddów i bodhisattwów po raz pierwszy pojawia się posąg Anandy. Jest to okres, w którym zaczęła się sinizacja sztuki grot. Ulega zmiana proporcji rzeźb; głowy i górna część ciała stają się większe. Ich bogata ornamentyka wręcz rzuca się w oczy. Z okresu dynastii Tang pochodzą największe posągi; największa postać buddy sięga 33,25 m.
Dzięki rozpiętości powstawania grot w czasie, można tu prześledzić ewolucję malarstwa chińskiego na przestrzeni wieków.